# Carl Geyling's Erben

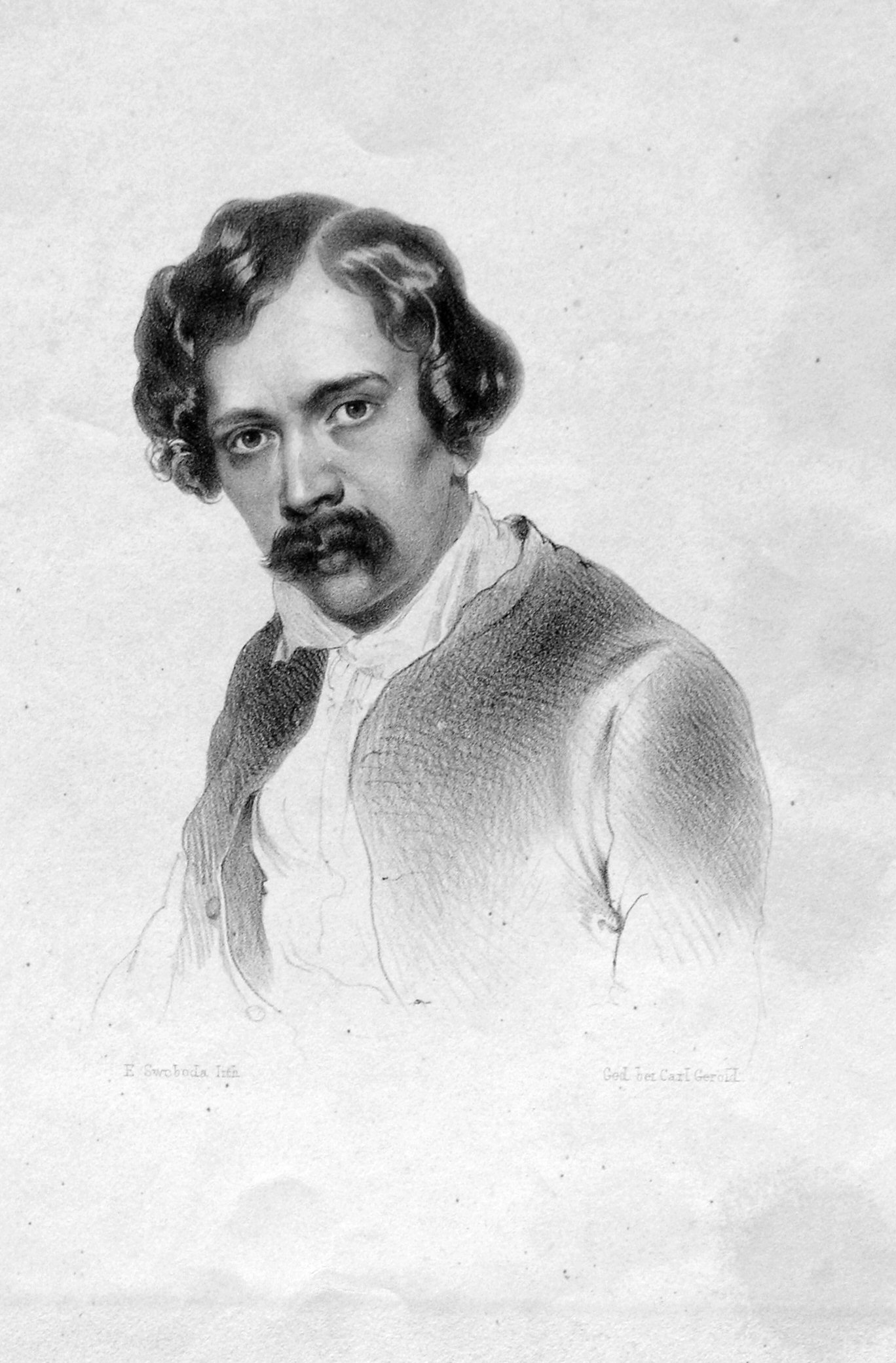
Lithographie de Carl Geyling

Carl Geyling's Erben est la fabrique de vitraux la plus ancienne plus ancienne d'Autriche, puisqu'elle a été fondée à Vienne en 1841 par Carl Geyling. 

## Historique
Cette maison toujours active a été fondée à Vienne par Carl Geyling dans le quartier de Mariahilf, gagnant rapidement sa réputation au-delà des frontières, notamment sous l'impulsion de Rudolf Geyling (1839-1904) qui dirige la firme après la mort de son oncle fondateur, Carl Geyling, en 1875. Rudolf Geyling, fils du peintre d'Histoire Franz Geyling, était lui-même peintre, ancien élève de l'académie des beaux-arts de Vienne. Pendant les vingt ans que durent sa direction artistique, la firme livre des vitraux à des milliers d'exemplaires dans toute l'Europe. Ainsi par exemple en 1884, elle crée 200 vitraux pour des églises et 1 200 vitraux pour des maisons privées.
On peut retenir parmi ces œuvres, les vitraux de la cathédrale de Vienne, l'église votive de Vienne, la chapelle de Mayerling, l'église Saint-Léopold de Steinhof,  la basilique Saint-Epvre de Nancy, l'académie russe des beaux-arts de Saint-Pétersbourg, l'église de Joigny, le Rathaus de Vienne, et nombre d'églises autrichiennes ou européennes. Outre Rudolf Geyling lui-même, d'autres peintres collaborent à la firme, comme Josef von Führich, Koloman Moser. Le style des vitraux est aussi bien néogothique, que néobaroque ou Jugendstil. Certaines sont visibles également au musée du vitrail de Mariahilf à Vienne.
À l'époque de la Première Guerre mondiale, la direction passe à l'époux d'une des petites-filles de Geyling, Reinhold Klaus, peintre lui-même, puis en 1947 à son fils Wolfgang Klaus.
L'entreprise est sous la direction artistique depuis 1980 de l'arrière-arrière-petit-fils de Carl Geyling, Wolfgang H. Klaus et participe à toutes les grandes expositions internationales.

## Illustrations

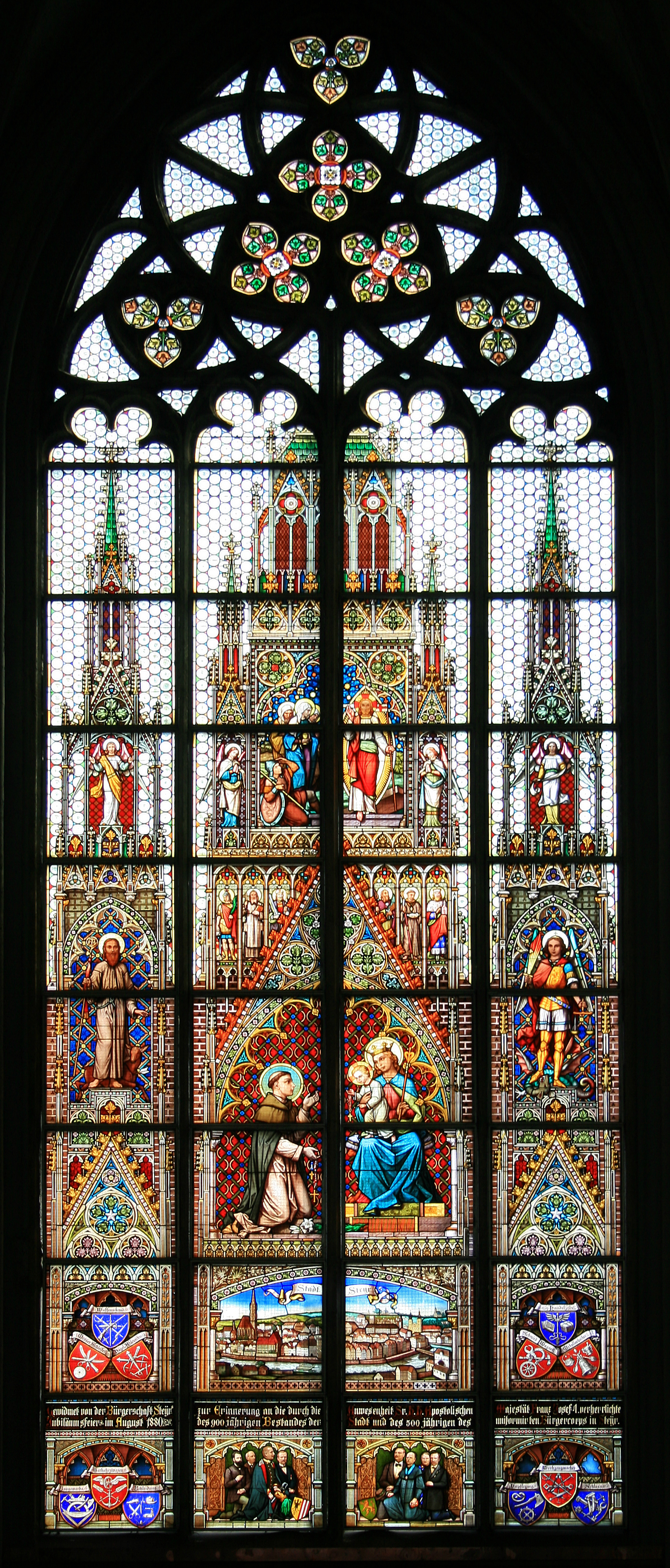
Vitrail du neuf-centième anniversaire de l'église Saint-Gilles-et-Saint-Coloman de Spire.
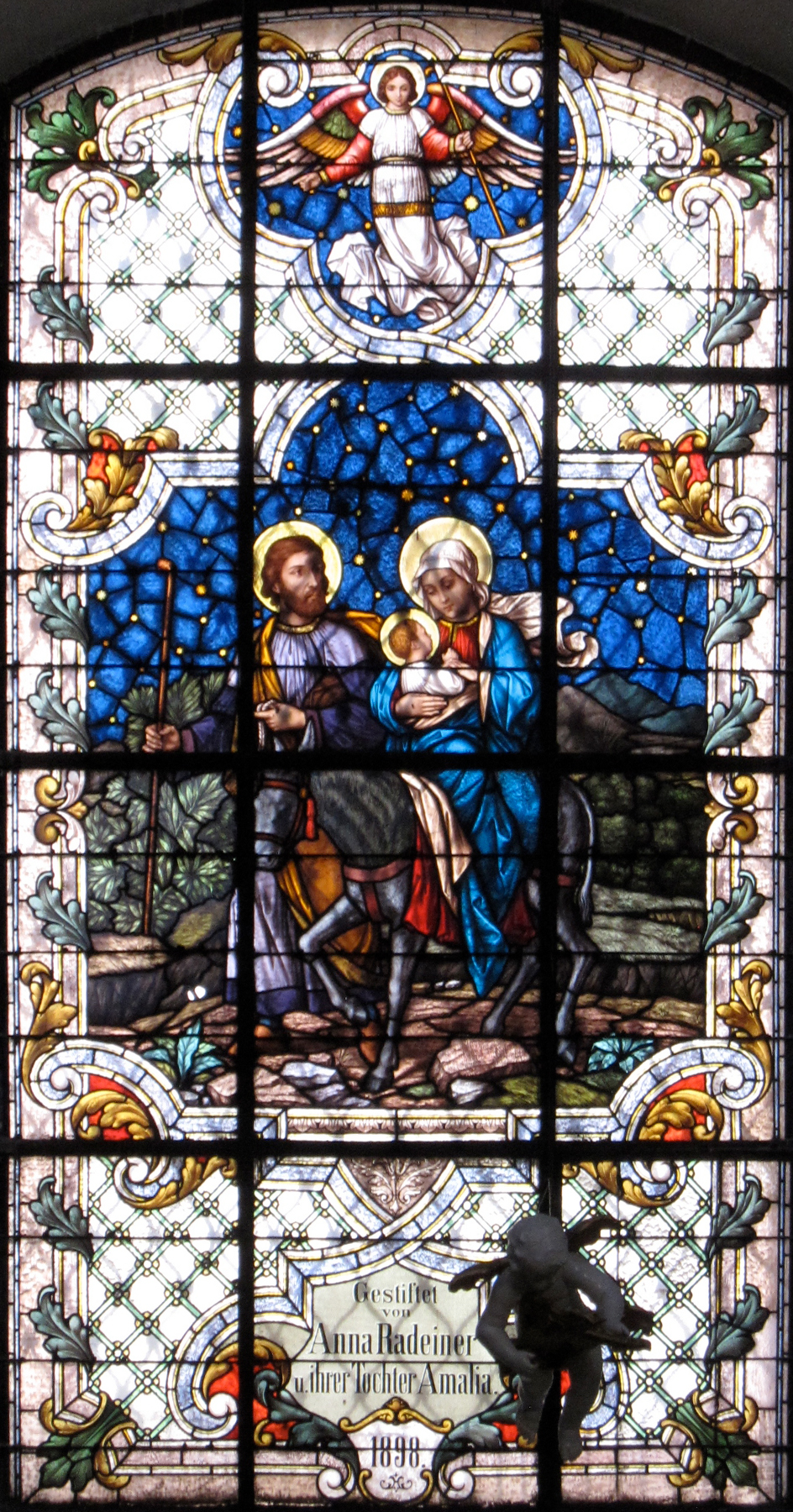
Vitrail de la Fuite en Égypte de l'église Mariahilf (Vienne)
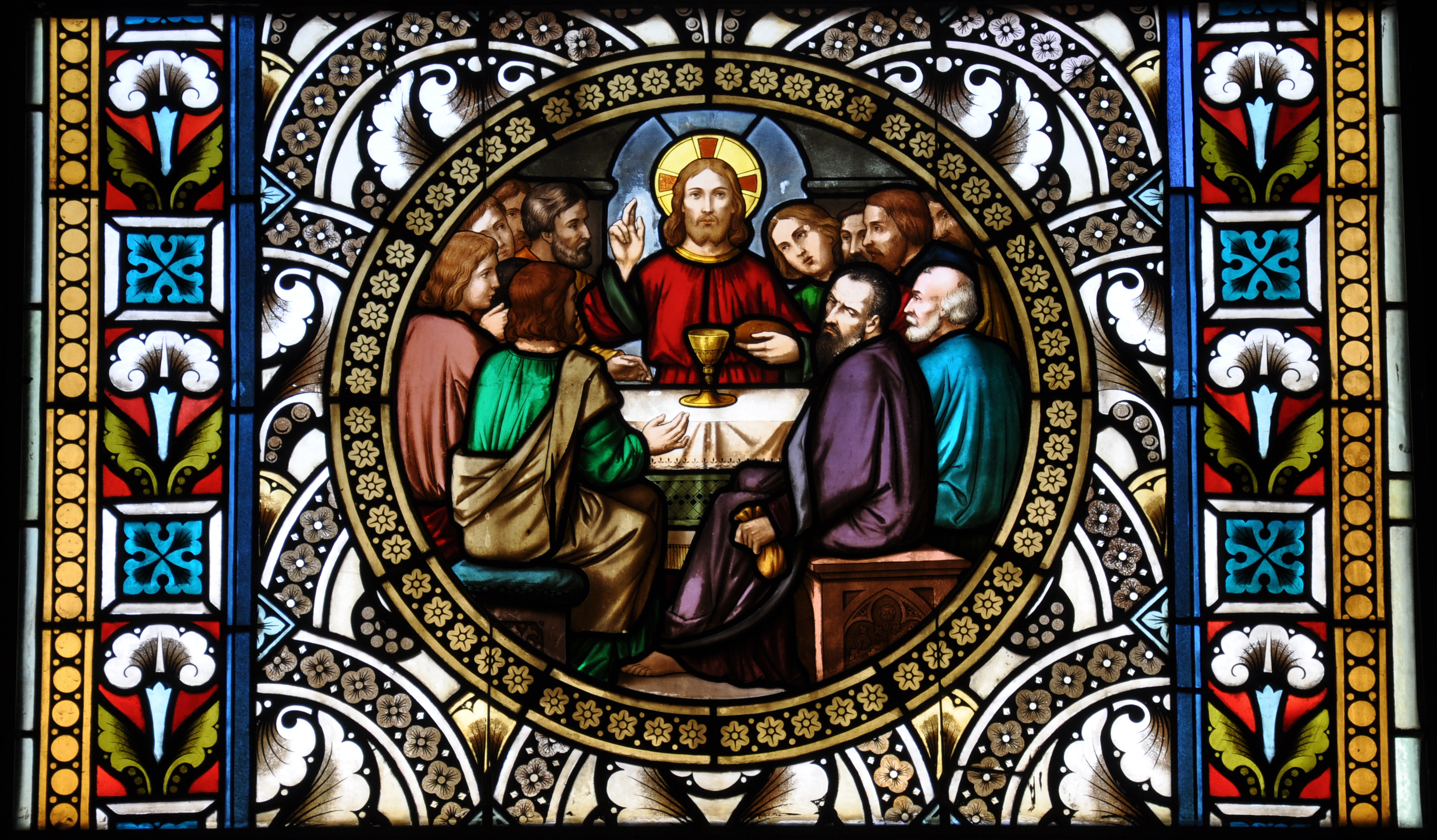
La Dernière Cène de la chapelle du collège des Bernardins de Mehrerau, près de Brégence
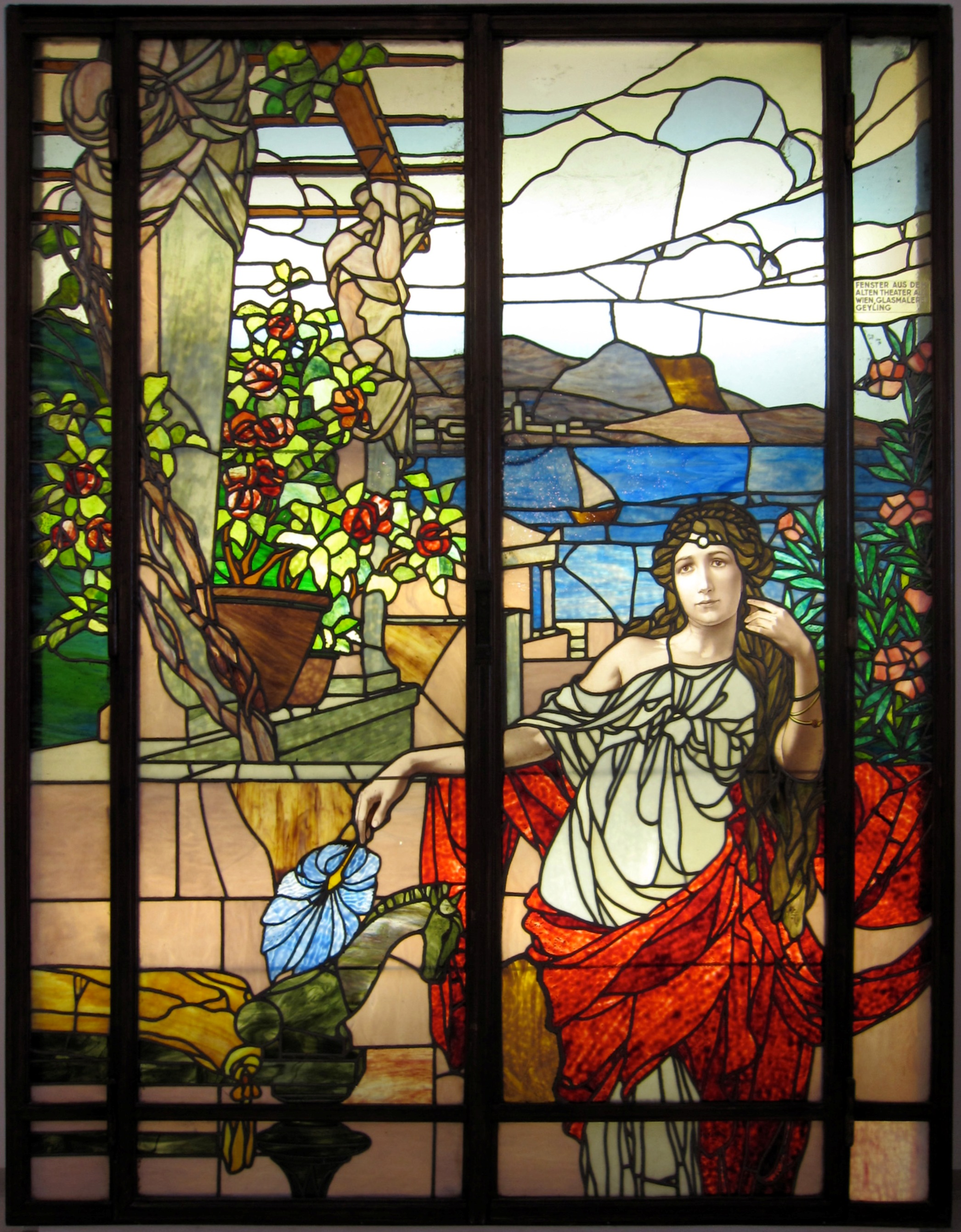
Vitrail Jugendstil commandé pour le Vieux Théâtre de Vienne
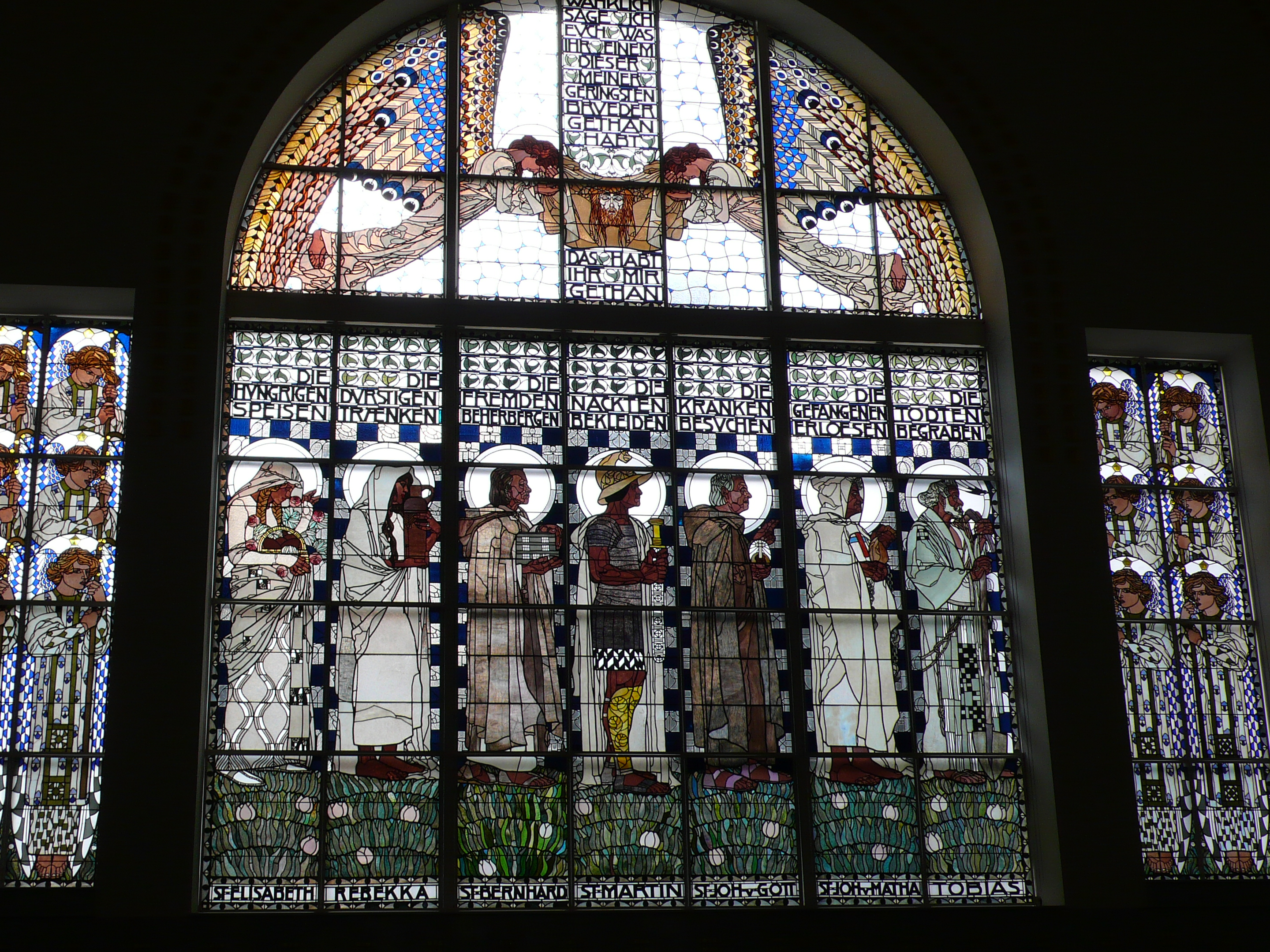
Église Otto Wagner (Kirche am Steinhof), Vienne